# Honorio Díaz Díaz
Honorio Díaz Díaz (Valdesoto, Siero, 28 de febrer de 1908 - 5 de juliol de 1993) fou un polític socialista asturià, diputat en la legislatura constituent i senador per Astúries en les dues primeres legislatures.

## Biografia
Va començar a treballar als 12 anys en la construcció i als 15 en un grup miner de marmitó de safareig de carbó. Va ser rentador de carbó fins als 20 anys que va passar a encarregat de safareig a Hulleras de Rosellón. En 1928 va entrar a formar part de les Joventuts Socialistes d'Espanya i el 1929 ingressa en el PSOE. Va ser president de l'Agrupació Socialista de Lamuño de 1929 a 1934 i de 1934 a 1936 va ser president de l'Agrupació Socialista de La Secada.
En 1933 va entrar a treballar en l'interior de la mina fins a 1936. Durant la revolució de 1934 participà en l'assalt d'una caserna de la guàrdia civil a Nava. Durant la guerra civil espanyola va estar en l'exèrcit republicà, sent ferit dues vegades. En acabar la guerra fou obligat a fer el servei militar a Larraix. Un cop llicenciat, en 1940 va entrar en la mina com tuber, on va estar fins a 1942. Va passar seguidament a ser maquinista d'extracció, labor que ocupà fins a 1952. Des d'aquesta data fins a 1968 va treballar com encarregat del servei elèctric d'Aramil i Toral. Es jubila en 1968 i es dedica a la ramaderia. Fou un dels fundadors de la Unió de Camperols Asturians i després del Congrés de Suresnes va militar al PSOE-històric. Tot i que després va retornar al PSOE, es va negar a formar part de la reconstituïda Federación Nacional de Trabajadores de la Tierra.
A les eleccions generals espanyoles de 1977 fou elegit diputat per Astúries pel PSOE, mentre que fou escollit senador a les eleccions generals espanyoles de 1979 i 1982. De 1979 a 1986 fou vicepresident primer de la Comissió d'Agricultura i Pesca del Senat d'Espanya. També va ser conseller d'agricultura del govern preautònom asturià presidit per Rafael Fernández Álvarez. Va morir en juliol de 1993 després d'una llarga malaltia